# Albuminy

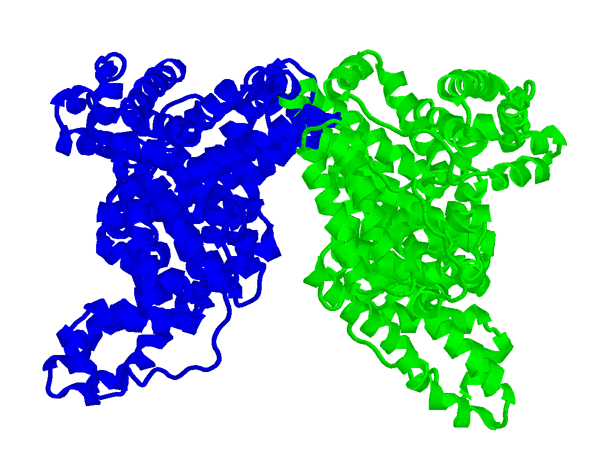
Ludzka albumina osocza krwi

Albuminy – białka występujące w płynach (np. osoczu krwi i mleku) oraz w tkankach zwierzęcych i w nasionach roślin. Cechują się niewielkimi masami cząsteczkowymi, dobrze rozpuszczają się w wodzie (są hydrofilowe), łatwo krystalizują. W składzie istotną rolę odgrywa kwas asparaginowy i glutaminowy (do 25%), leucyna i izoleucyna (ok. 16%), natomiast glicyny jest niewiele (ok. 1%).
Przykładami albumin zwierzęcych jest albumina osocza, alfa-laktoalbumina (LA) mleka i owoalbumina.

## Albumina osocza
Albumina osocza jest produkowana przez wątrobę (zarówno hepatocyty, jak i komórki Kupffera). Jest głównym białkiem występującym w osoczu krwi, stanowi 60% wszystkich zawartych w nim białek. Pełni kluczową rolę w utrzymaniu ciśnienia onkotycznego niezbędnego do zachowania prawidłowych proporcji między ilością wody zawartą we krwi a ilością wody w płynach tkankowych. Rolą albumin jest także działanie buforujące pH, transport niektórych hormonów zwierzęcych, leków, kwasów tłuszczowych i barwników żółciowych oraz wiązanie i transport dwutlenku węgla. U każdego człowieka występuje określony rodzaj albuminy, bardzo rzadko wątroba produkuje dwa rodzaje tego białka (bisalbuminemia) lub nie produkuje go w ogóle (analbuminemia – powoduje obrzęki, niskie ciśnienie krwi). Naruszenie poziomu albumin w osoczu zakłóca wszystkie procesy związane z filtracją i przenikaniem wody przez ściany naczyń krwionośnych, takie jak powstawanie moczu, płynu zewnątrzkomórkowego i chłonki. Prawidłowy poziom albuminy u człowieka wynosi 35–50 mg/ml krwi (dla dzieci poniżej 3 roku życia 25–55 mg/ml).

### Wykorzystanie albumin w medycynie
Albumina podwyższa ciśnienie krwi, zapobiegając hipotensji, ma też działanie przeciwwstrząsowe.
Roztwór albuminy, m.in. albuminy ludzkiej, może być podawany w celach leczniczych w postaci wlewu dożylnego zamiast osocza lub krwi pełnej. Celem takiego działania jest podwyższenie ciśnienia onkotycznego. Wskazania to oparzenia, hipowolemia, hipoalbuminemia, zbyt niski poziom białka we krwi, zabiegi wymiany osocza, wodobrzusze i stany po ostrej niewydolności krążeniowej i oddechowej. Wykorzystywana jest też w celach diagnostycznych.